# Rozoga

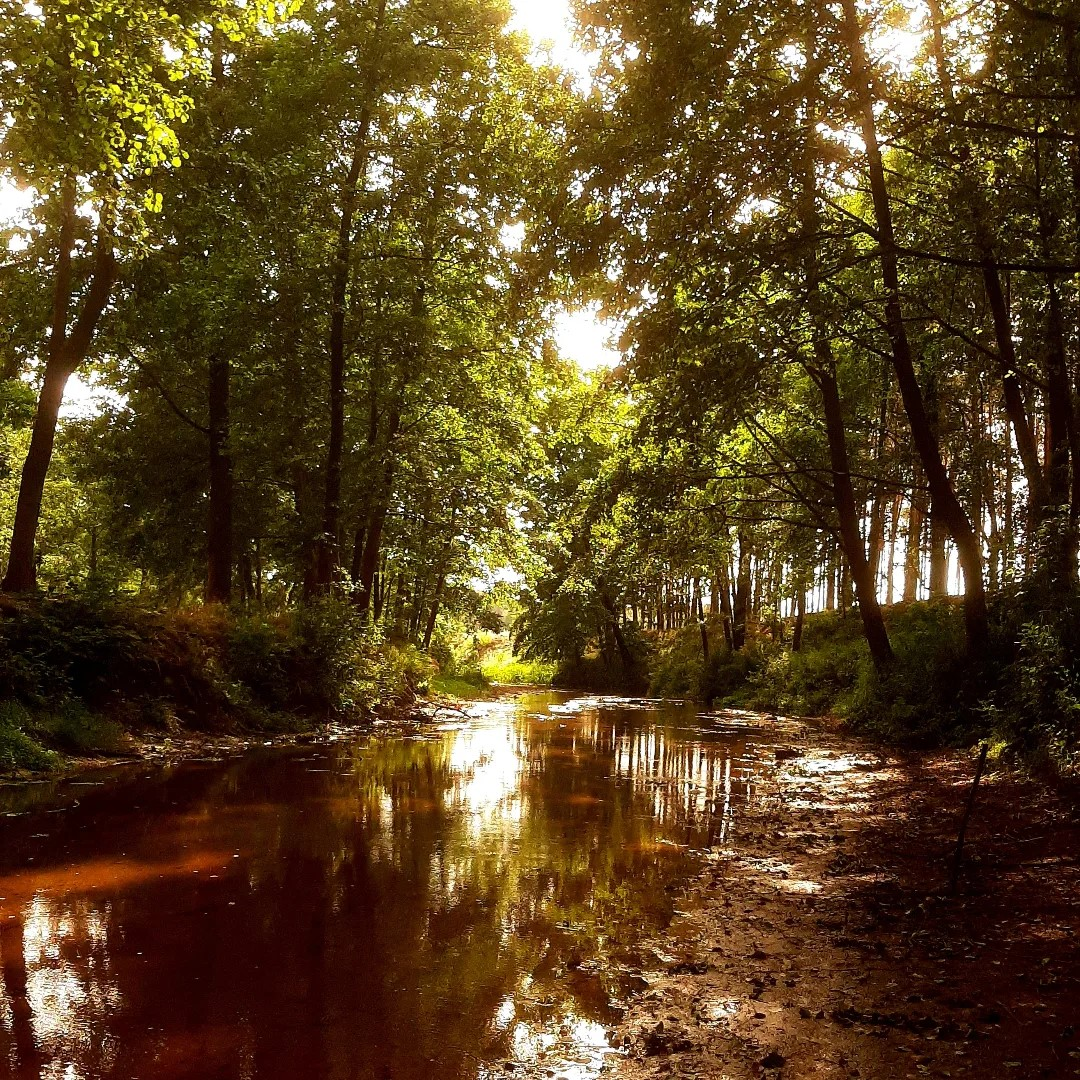
Rozoga płynąca przez Łęg Starościński

Rozoga (Rożoga, Rosoga) – rzeka, prawy dopływ Narwi o długości 83,1 km i powierzchni dorzecza 493 km².
Rzeka powstaje z połączenia dwóch strug: Jerutki wypływającej z jeziora Marksewo i Radostówki wypływającej z bagnistych łąk w pobliżu wsi Olszyny na wschód od Szczytna. Strugi te łączą się powyżej Myszyńca. Rzeka przepływa przez miejscowości: Myszyniec, Drężek, Wykrot, Wydmusy, Jazgarka, Golanka, Kadzidło, Tatary, Długi Kąt, Lelis, Szafarczyska, Łęg Przedmiejski.  Uchodzi do Narwi 7,5 km powyżej Ostrołęki na styku granicy Łęgu Przedmiejskiego z Łęgiem Starościńskim. 
W XV i XVI wieku nad środkową Rozogą (zwaną wówczas Rososzą lub Rososzną) stał dwór myśliwski książąt mazowieckich (a później królów polskich) o nazwie Rososza, jedno z trzech takich miejsc w Puszczy Zagajnicy.